# Gary Brooker
Gary Brooker, MBE, (født 29. maj 1945, død 19. februar 2022) var en engelsk sanger, sangskriver og pianist. Han var grundlægger og forsanger i rockbandet Procol Harum. 14. juni 2003 blev han gjort til medlem af Order of the British Empire.

## Biografi
Gary Brooker blev født i Hackney, East London, men voksede op i badebyen Southend-on-Sea, Essex, England. Som ung lærte han at spille klaver, kornet og trombone. Han gik på Westcliff High School for Boys.

### Karriere
Gary Brooker grundlagde The Paramounts i 1962 sammen med sin ven, guitaristen Robin Trower. Bandet vandt respekt inden for den spirende britiske R&B-scene, som også bestod af f.eks. The Beatles, The Animals, The Spencer Davis Group og The Rolling Stones.
I 1966 grundlagde Gary Brooker Procol Harum med vennen Keith Reid. Bandet blev verdenskendt for hittet "A Whiter Shade of Pale" , og fortsatte frem til 1977. Efter Procol Harum startede Gary Brooker en solokarriere og udgav albummet bl.a No More Fear of Flying i 1979. Samme år blev Brooker en del af Eric Claptons backingband og medvirkede på studiealbummet Another Ticket. Brooker var nabo til Clapton i Ewhurst i Surrey. Backingbandet blev skiftet ud i 1981.
Brooker sang leadvokal på Alan Parsons Project-sangen "Limelight" på deres 1985-album Stereotomy.
I 1991 blev Procol Harum gendannet, med Brooker i front, og udgav albummet The Prodigal Stranger. Bandet spillede livekoncerter i mere end 25 år herefter. Brooker kom til skade under en koncert i Londons Royal Festival Hall i marts 2017, men vendte tilbage til scenen, selv om det senere viste sig, at han havde brækket en finger. Procul Harums sidste optræden var i Schweitz i 2019.
Brooker har turneret med Ringo Starr All-Starr Band i 1997 og 1999.
28. september 1996 spillede Gary Brooker Ensemble en velgørenhedskoncert for at skaffe penge til den lokale kirke, St Mary and All Saints, i Surrey. Den resulterende live-cd af koncerten, Within Our House, blev oprindeligt udgivet af Gazza, Gary Brookers eget selskab, som en fan-cd i et begrænset oplag på 1000 enheder, og er blevet et samlerobjekt. Hans gæster og støttekunstnere inkluderede Dave Bronze, Michael Bywater, Mark Brzezicki og Robbie McIntosh.